# شانتال شواف
شانتال شواف (بالفرنسية: Chantal Chawaf)‏ (من مواليد 1943) كاتبة فرنسية، ولدت في باريس أثناء الحرب العالمية الثانية. درست الآداب الكلاسيكية وتاريخ الفنون. سافرت في أوروبا قبل الإقامة لبعض السنوات في الشرق الأوسط بعد عودتها إلى فرنسا عام 1974م. بدأت بنشر أعمالها في دار النشر الجديدة التي أسستها الحركة النسائية في فرنسا بإدارة أنطوانيت فوك، تحت تسمية «ايديسيون دي فام».
(Editions des Femmes).
أول عمل نشرته شانتال شواف هو «ريتابل، لاريفري» (Retable, la reverie)، الذي دشن أسلوب كتابة خاصة بها، اعتبرت مشاركة لما سمي «حركة الكتابة الأنثوية» ومن أعمال تلك المرحاة «سيركور» (Cercoeur) و«ماترنيتي» (Maternite). 1979
تطرقت شانتال شواف من خلال مؤلفاتها إلى موضوع الأم – الابنة وإلى موضوع الزوجين، مستعملة قدرة تعبير من شانها تحرير لغة الجسد الأنثوية التي لم يكن معبر عنها قبل ذلك، وبذا منحت صوتا جديدا لتجربة مباشرة وحميمية، نادراً ماتم بلوغها في الإنتاج الأدبي.
شانتال شواف هي كاتبة العودة إلى الولادة التي اعتبارا منها تخلق لغة جديدة تعبر عن الحياة وتمثل ضرورة ماسة، في فترة عمدت خلالها علوم الحياة إلى قلب العديد من المفاهيم والتوقعات المستقبلية. قامت شانتال شواف بالعديد من الأسفار إلى الولايات المتحدة الأمريكية حيث دعيت كما ترجمت أعمالها ودرست في تلك الجامعات.
لها مؤلفات عديدة وكذلك بعض الأعمال المسرحية ودراسات أدبية ومقالات عديدة وهي تدير اليوم مجموعة كتب (collection) لدى دار النشر «لوروشي»
(Editions du Rocher) في باريس.
  

## المحتويات

### لائحة الأعمال
- L’intẻrieur des heures, 1987, Editions des Femmes
- Redemption, 1988, Editions Flammarion
- l’eclaircie, 1990, Editions Flammarion
- Vers la lumiẻre, 1994, Editions des Femmes
- le Manteau noir, 1998, Editions flammarion
- Issa ،1999, Editions Flammarion
- Sous le pseudonyme Marie de la Montluel: Melusine des detritus, 2002, Editions du Rocher
- L'Ombre, 2004, Editions du Rocher
- Les Obscures, 2008, Editions des Femmes
- La Sanction, 2004, Editions des femmes
- Sable noir, 2005, Editions du Rocher
- Infra- monde, 2005, Editions des femmes
- Retable. La reverie, 1974, Editions des femmes
- Cercoeur, 1975, Mercure de France
- Chair chaude (theâtre),1976, Mercure de France
- Blẻ de semence, 1976, Mercure de France
- Le soleil et la Terre, 1977, Editions jean- Jacques Pauvert
- Rougeâtre,1978, Editions jean- Jacques Pauvert
- Materitẻ, 1979، Editions Stock
- Landes, 1980, Editions Stock
- Crẻpusculaires, 1981, Editions Ramsay
- Les Surfaces de LOrage, 1982, Editions Ramsay
- la Vallẻe incarnate, 1984, Editions Flammarion
- Elwina, le roman fẻe, 1985, Editions Flammarion
- fẻes de toujours (with Jinane Chawaf), 1987, Editions Plon

### الدراسات الأدبية
- Le corps et le verbe, la langue en sens inverse (essai), 1992, Presses de la Renaissance
- L’Erotique des mots, with Regine Deforges, 2004, Editions du Rocher.

### منشورات حول المؤلف
- Marianne Bosshard, Cantal Chawaf (Rodopi, 1999)
- Rodgers, Catherine, Gender in Modern Frace: Society in Trastion-dirigẻ par Malcolm Cook ، Grace Davie (Routledge, 1999)
- Monique Saigal ، Ecriture: Lien De Mere a Fille Chez Jeanne Hyvrard, Chantal Chawaf et Annie Ernaux ، Rodopi ، 2000
- Robson ، Kathryn, "The female vampire : Chantal ChawafŚ melancholic Autofiction" dans "Womens writing in contemporary France: New Literatures in the 1990s" dirigẻ par Rye ، Gill & Worton ، Michael; (Manchester University Press ، 2002)
- Coward ، David ، History of french Literure : from Chanson de Geste to Cinema; (Blackwell publishing ، 2003)
- Vicki Mistacco, Les Femmes et la tradition littéraire- 2eme partie , Yale University, 2006
- Frédérique Chevillot and Anna Norris, Des Femmes écrivent la guerre, Editions complicité, 2007
- Collectif, Génération MLF 1968-2008 , Ed. des Femmes- Antoinette Fouque, 2008

### الروابط
Site Chantal Chawaf

## روابط خارجية
- شانتال شواف على موقع IMDb (الإنجليزية)
- شانتال شواف على موقع الموسوعة البريطانية (الإنجليزية)